# Eli (pel·lícula)
Eli és una pel·lícula de terror sobrenatural de 2019 dirigida per Ciarán Foy i amb un guió de David Chirchirillo, Ian Goldberg, i Richard Naing. És protagonitzada per Kelly Reilly, Sadie Sink, Lili Taylor, Max Martini, i Charlie Shotwell.
El film va ser produït per Paramount Players, MTV Films, Intrepid Pictures i Bellevue Productions i es va estrenar el 18 d'octubre de 2019 a Netflix. Fins avui dia ha recaptat 11 milions de dòlars a nivell mundial.

## Repartiment
- Charlie Shotwell com a Eli
- Kelly Reilly com a Rose, la mare d'Eli
- Max Martini com a Paul, el pare d'Eli
- Lili Taylor com la Dr. Isabella Horn
- Sadie Sink com a Haley
- Deneen Tyler com la infermera Barbara
- Katia Gomez com la infermera Maricela
- Austin Fox com a Perry
- Kailia Posey com a Agnes
- Parker Lovein com a Lucius
- Lou Beatty Jr com el propietari d'un motel
- Jared Bankens com el líder d'una banda
- Nathaniel Woolsey com a Punks
- Mitchell De Rubira